# 中村宗一郎
中村 宗一郎（なかむら そういちろう、1953年 - ）は、日本の農学者。

## 来歴
山口県美祢市出身。1976年島根大学農学部農芸化学科卒業。1994年鳥取大学大学院連合農学研究科博士課程修了（農学博士）。
宇部短期大学教授、島根大学教授を経て、2005年信州大学教授、2010年同農学部長、2021年10月1日から学長に就任。